# Grzegorz Marek Michalski
Grzegorz Marek Michalski – polski ekonomista, doktor habilitowany nauk ekonomicznych, profesor Uniwersytetu Ekonomicznego we Wrocławiu, senator Uniwersytetu Ekonomicznego we Wrocławiu kadencji 2016–2020, wykładowca na Wydziale Inżynieryjno-Ekonomicznym Uniwersytetu Ekonomicznego we Wrocławiu, autor „Leksykonu Zarządzania Finansami”.

## Życiorys naukowy
Tytuł zawodowy magistra uzyskał w roku 1998 na Akademii Ekonomicznej we Wrocławiu. Stopień doktora zdobył w roku 2002 na nej samej uczelni na podstawie pracy pt. „Wartość płynności w bieżącym zarządzaniu finansami”. W 2014 roku uzyskał tytuł docenta w zakresie finansów, bankowości i inwestowania (odpowiednik polskiego stopnia doktora habilitowanego nauk ekonomicznych w zakresie finansów) na wydziale Wydziale Ekonomicznym Uniwersytetu Technicznego w Koszycach na podstawie pracy pt. Value-Based Working Capital Management Determining Liquid Asset Levels in Entrepreneurial Environment („Ukierunkowane na maksymalizację wartości przedsiębiorstwa zarządzanie kapitałem pracującym: uwarunkowane środowiskowo determinanty poziomu płynnych aktywów w przedsiębiorstwach”). Na stanowisku profesora Uniwersytetu Ekonomicznego we Wrocławiu został zatrudniony w roku 2015.
Zajmuje się dyscypliną finansów ze szczególnym uwzględnieniem zarządzania płynnością finansową, finansami przedsiębiorstw oraz analizą finansową. Autor publikacji z obszaru płynności finansowej, zarządzania wartością przedsiębiorstwa i analizy finansowej (w tym indeksowane w Journal Citation Reports).
Jest autorem książek i monografii naukowych wydanych przez wydawnictwa zagraniczne i krajowe, między innymi Palgrave Macmillan, PWN i C.H. Beck. Jest też współautorem podręczników akademickich z wydawnictwa PWE.
Naukowy współredaktor i członek rad naukowych międzynarodowych czasopism, między innymi:
- Economic Research-Ekonomska Istraživanja (ER-EI) 1331-677X (Print), 1848-9664 (Online)[6] czasopismo indeksowane przez Thomson Reuters, Journal Citation Reports[7],
- Australasian Accounting Business & Finance Journal (AABFJ) ISSN 1834-2000[8] z Australii – Uniwersytet of Wollongong[9], czasopismo indeksowane przez Scopus,
- Journal of Information and Organizational Sciences (JIOS) ISSN 1846-3312[10] czasopismo indeksowane przez Scopus[11],
- Journal of Corporate Treasury Management (JCTM) ISSN 1753-2574[12] z Wielkiej Brytanii – wydawnictwo Henry Steward Publications (od 2009 r. do 2012 r.),
- Journal of Problems and Perspectives in Management (PPM) ISSN 1727-7051 (print), ISSN 1810-5467 (online)[13] Ukraina – przy Ukrainian Academy of Banking of the National Bank of Ukraine[14], czasopismo indeksowane przez Scopus,
- International Journal of Information Processing and Management (IJIPM), ISSN 2093-4009[15] w Korei – Advanced Institute of Convergence IT, czasopismo indeksowane przez Scopus,
- International Journal of Economics and Business Research (IJEBR) ISSN 1756-9850, ISSN (Online): 1756-9869[16] w USA – Department of Economics, Assumption College[17],
- Business and Economics Research Journal (BERJ) ISSN 1309-2448[18] Turcja – Uludag University, Faculty of Economics and Administrative Sciences[19],
- Problems of Management in the 21st Century[20] Litwa – Scientific Methodical Centre „Scientia Educologica”[21],

Członek rad naukowych konferencji międzynarodowych:
- The Role of Financial Reporting in Corporate Governance organized under the auspices of Singidunum University in Belgrade[22],
- 7th International Conference on Information Processing and Management: ICIPM2011[23],
- The 6th International Conference “The Changing Economic Landscape: Issues, Implications and Policy Options”[24],
- Sinteza 2014 – Impact of Internet on Business Activities in Serbia and Worldwide[25],
- 8th ICIPT: 2012 International Conference on Information Processing, Management and Intelligent Information Technology[26],
- ICIIP2013: 8th International Conference on Intelligent Information Processing[27],
- ICIPM2012: 8th International Conference on Advanced Information Management and Service[28],
- 2014 Annual Meetings EFA – Eastern Finance Association, USA,

Recenzent czasopism naukowych, między innymi:
- Journal of Applied Financial Research[29],
- Prague Economic Papers

Recenzent referatów naukowych zgłoszonych na konferencje międzynarodowe, między innymi:
- 2014 Asian Conference in Tokyo, Japonia
- International Conference „Contemporary Issues in Business, Management and Education”

Specjalista z zakresu finansów przedsiębiorstw poprzednio współpracujący z Instytutem Zarządzania Finansami na Uniwersytecie Ekonomicznym we Wrocławiu, a obecnie pracujący w Instytucie Nauk Ekonomicznych na Wydziale Inżynieryjno-Ekonomicznym Uniwersytetu Ekonomicznego we Wrocławiu, gdzie wykłada finanse przedsiębiorstw oraz zarządzanie płynnością finansową. Jest autorem wielu naukowych i praktycznych publikacji z zakresu finansów przedsiębiorstwa, oraz zarządzania płynnością finansową.

## Prace
Uwarunkowane środowiskowo zarządzanie przez wartość
- Value-Based Working Capital Management. Determining Liquid Asset Levels in Entrepreneurial Environments, Palgrave Macmillan, Nowy York 2014, ISBN 978-1-137-39799-7[31],

Zarządzanie płynnością finansową
- Płynność finansowa w małych i średnich przedsiębiorstwach, Wydawnictwo Naukowe PWN, Warszawa 2006, ISBN 83-01-14346-0, wydanie 2 zmienione: Warszawa 2013, 978-83-01-17289-3[32],
- Wartość płynności w bieżącym zarządzaniu finansami, CeDeWu, Warszawa 2004, ISBN 83-87885-53-3.
- Strategiczne zarządzanie płynnością finansową, CeDeWu, Warszawa 2010, ISBN 978-83-7556-167-8.
- Krótkoterminowe zarządzanie kapitałem (wraz z W. Plutą), C.H. Beck, Warszawa 2013, ISBN 978-83-255-5540-5.

Finanse przedsiębiorstw
- Leksykon zarządzania finansami, C.H. Beck, Warszawa 2004, ISBN 83-7387-276-0[33]
- Strategie finansowe przedsiębiorstw, oddk, Gdańsk 2009, ISBN 978-83-7426-567-6.
- Wprowadzenie do zarządzania finansami przedsiębiorstwa, C.H. Beck, Warszawa 2010, ISBN 978-83-255-1509-6[34]
- Podstawy finansów przedsiębiorstw, WSZ Edukacja, Wrocław 2004, ISBN 83-87708-66-6.
- Tajniki finansowego sukcesu dla mikrofirm (wraz z K. Prędkiewicz), C.H. Beck, Warszawa 2007, ISBN 978-83-7483-885-6, pozycja nominowana do nagrody Złote Skrzydła Gazety Prawnej[35],

Analiza sprawozdań finansowych
- Ocena kontrahenta na podstawie sprawozdań finansowych, oddk, Warszawa 2008, ISBN 978-83-7426-509-6[36],

## Zewnętrzne źródła
- strona osobista